# Piaggio MyMoover
El Piaggio MyMoover es un scooter tres ruedas producido desde 2020 por el fabricante italiano de motocicletas Piaggio en la fábrica de Pontedera.

## Características
El MyMoover es un scooter de "carga" de tres ruedas con un gran baúl trasero destinado al mercado de entrega urbana.
Se presentó en la primavera de 2020 con el nombre provisional Piaggio 3W-Delivery cuando el suministro de una flota de 5000 unidades a Poste Italiane y al año siguiente también se puso a la venta para clientes particulares.
La principal característica es el nuevo chasis basculante de tres ruedas, con dos traseras y una delantera todas con freno de disco y frenado combinado CBS. El sistema basculante permite una inclinación del vehículo de hasta 45 grados. El vehículo no tiene caballete sino un freno de estacionamiento lateral.
El maletero trasero tiene una capacidad de carga de hasta 60 kg y un volumen total de 261 litros, una placa frontal con una capacidad de carga de 20 kg y una bolsa de tela central opcional con una capacidad de 5 kg. De serie dispone de puerto USB y pulsador de apertura del maletero trasero. De pago, dispone de caja negra con servicios telemáticos y GPS.
Estéticamente, la parte delantera tiene el mismo escudo que el Piaggio Liberty Delivery con el portaequipajes delantero y una luz cuadrada en la parte inferior, la parte trasera es específica debido al gran maletero.
La longitud es de 2155 mm, la anchura de 795 mm, la distancia entre ejes mide 1325 mm. El sillín es monoplaza y tiene una distancia al suelo de 760 mm.
El motor disponible es el 125 monocilíndrico Piaggio “i-get” motor de cuatro tiempos de 124,6 cc efectivos que entrega 8,0 kW (10,9 CV) a 8.750 rpm de potencia máxima y 10,0 Nm a 5.250 rpm del par impulsor máximo. Refrigerado por líquido, el motor se combina con la caja de cambios CVT y está homologado Euro 5. El consumo medio en el ciclo homologado WMTC es de 37 km/l. Las emisiones declaradas equivalen a 67 g/km de dióxido de carbono. Las prestaciones declaradas son: velocidad máxima igual a 74 km/h y pendiente máxima igual al 30%.
El bastidor utiliza una estructura de cuna única en acero tubular de alta resistencia con suspensión delantera con horquilla hidráulica telescópica y suspensión trasera con monoamortiguador hidráulico.
La rueda delantera mide 90/80 R16, las dos ruedas traseras miden 90/90 R12.
El sistema de frenado utiliza un disco delantero de 240 mm y un disco trasero doble de 200 mm, frenado combinado CBS de serie.
El depósito tiene una capacidad de 10 litros. El peso en vacío es de 200 kg.

## Site
- Oficial Site

## Enlaces
- Wikimedia Commons alberga una categoría multimedia sobre Piaggio MyMoover.

- Datos: Q118954400
- Multimedia: Piaggio MyMoover / Q118954400